# Ilybius hozgargantae
Ilybius hozgargantae är en skalbaggsart som först beskrevs av Hermann Burmeister 1983.  Ilybius hozgargantae ingår i släktet Ilybius och familjen dykare. Inga underarter finns listade i Catalogue of Life.